# هاري ستيل
هاري ستيل هو سياسي كندي، ولد في 11 يونيو 1879 في ستراتفورد في كندا، وتوفي في 29 يناير 1962 في سارنيا في كندا. حزبياً، نشط في Co-operative Commonwealth Federation ‏. وقد انتخب عضو برلمان مقاطعة أونتاريو.